# Ontake-san (Aichi)
Der Ontake (japanisch 御岳山, ontake-san) in der Präfektur Aichi ist eine etwa 131 m hohe Erhebung in der Stadt Nisshin (77.000 Einwohner) etwa 10 km östlich des Bahnhofs Nagoya. 